# Tliltocatl epicureanus
Tliltocatl epicureanus — вид павуків родини птахоїдів (Theraphosidae).

## Поширення
Ендемік Мексики. Поширений в центральній частині півострова Юкатан. Живе у тропічних дощових лісах.

## Опис
Тіло завдовжки до 50 мм. Четверта нога найдовша, до 62 мм. Панцир і ноги коричневі; черево чорне з іржаво-червоними волосками (щетинками). Плюмозові щетинки присутні на стегновій частині першої ніжки.